# Neoarisemus brunneus
Neoarisemus brunneus és una espècie d'insecte dípter pertanyent a la família dels psicòdids que es troba a Àfrica: Tanzània.